# Аль-Джазіра (Амман)
«Аль-Джазіра» (араб. نادي الجزيرة) — йорданський футбольний клуб з міста Амман, заснований в 1947 році.

## Досягнення
- Чемпіонат Йорданії (3):
  - Чемпіон: 1952, 1955, 1956

- Кубок Йорданії (2):
  - Переможець: 1984, 2018

- Кубок Федерації (2):
  - Переможець: 1981, 1986

- Суперкубок Йорданії (1):
  - Переможець: 1985